# Дож и догаресса
«Дож и догаресса» (нем. Doge und Dogaresse) — новелла немецкого писателя Эрнста Теодора Амадея Гофмана, впервые опубликованная в 1818 году, а в 1819 году включённая в состав сборника «Серапионовы братья».

## Сюжет
Новелла рассказывает о судьбе Марино Фальера — дожа Венецианской республики, попытавшегося в 1355 году захватить единоличную власть, потерпевшего неудачу и казнённого.

## История текста и восприятие
Новелла была написана летом 1817 года под впечатлением от картины Карла Кольбе Младшего «Дож и догаресса», которую Гофман увидел на выставке в Берлине. Осенью 1818 года она была опубликована во франкфуртском альманахе «Карманная книжка для дам. Посвящена любви и дружбе», а в 1819 году Гофман включил её во второй том своего сборника «Серапионовы братья».
Литературоведы видят в новелле характерное для немецкой романтической литературы противопоставление Италии Германии.